# Liban (carrière)
Pour les articles homonymes, voir Liban (homonymie).
Liban est un terme familier pour désigner le camp de travail forcé du service « Straflager des Baudienstes im Generalgouvernement » établi par les Allemands sur le terrain de l'entreprise « Krakowskie Wapienniki i Kamieniolomy Ska Akc. » (d'après le nom du fondateur de l'entreprise - Bernard Liban) à Podgórze, treizième arrondissement de Cracovie, derrière la colline de Krzemionki Podgórskie (pl), au 22 rue Za Torem.

## Historique
Le camp a existé du 15 avril 1942 au 22 juillet 1944. Il y avait en moyenne 400 prisonniers (plus de 2000 pendant toute la durée de son existence), Polonais et Ukrainiens travaillant dans des conditions très difficiles dans des carrières et des fours à chaux.
Lors de la liquidation du camp, sur un total de 170 prisonniers, 146 ont réussi à s'échapper ; les Allemands restants ont été abattus sur place. Ils ont été enterrés sur les lieux de l'exécution. En 1948, un petit monument a été érigé à côté.

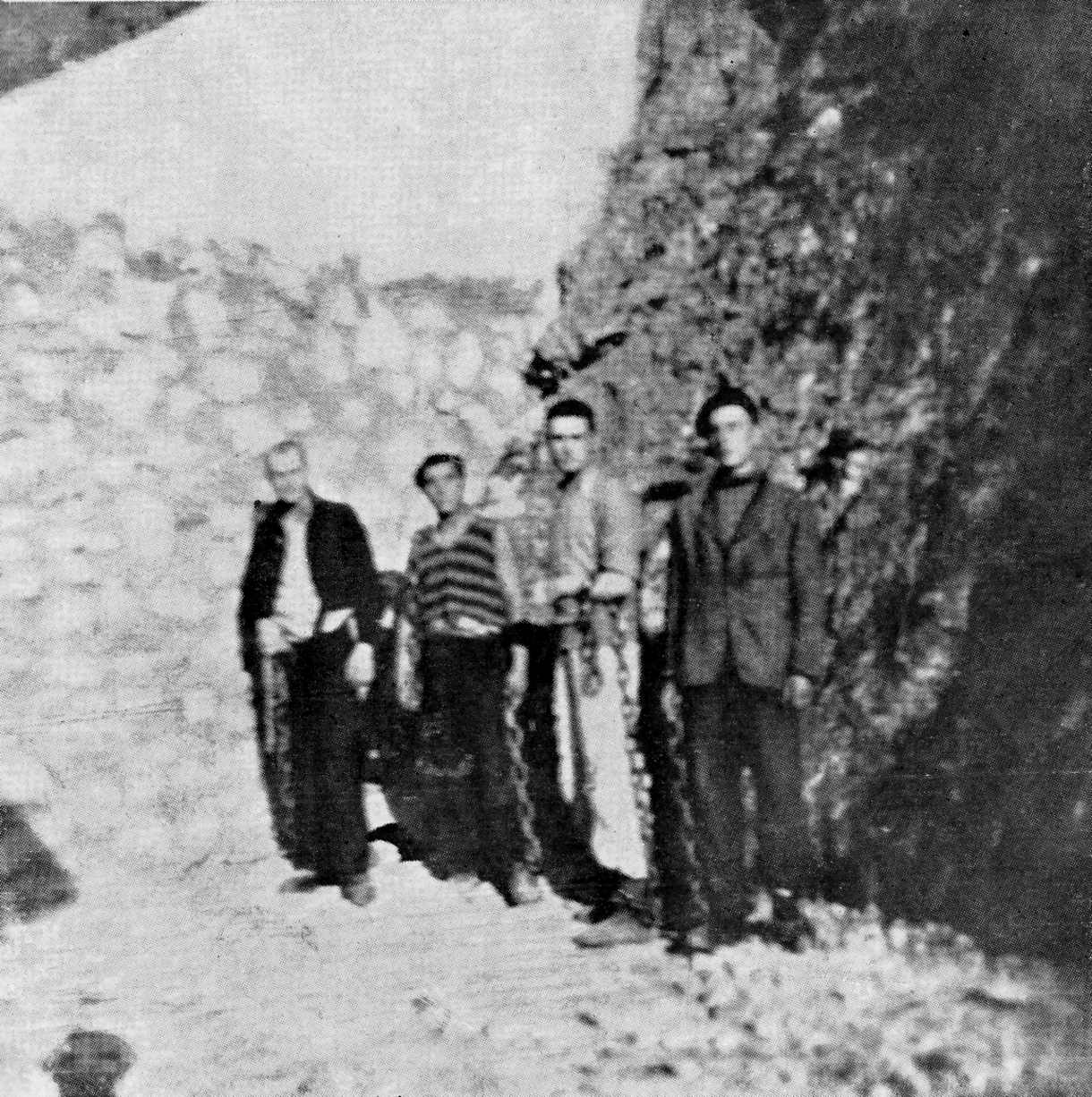
Prisonniers polonais enchaînés dans le camp "Liban" pendant l'occupation
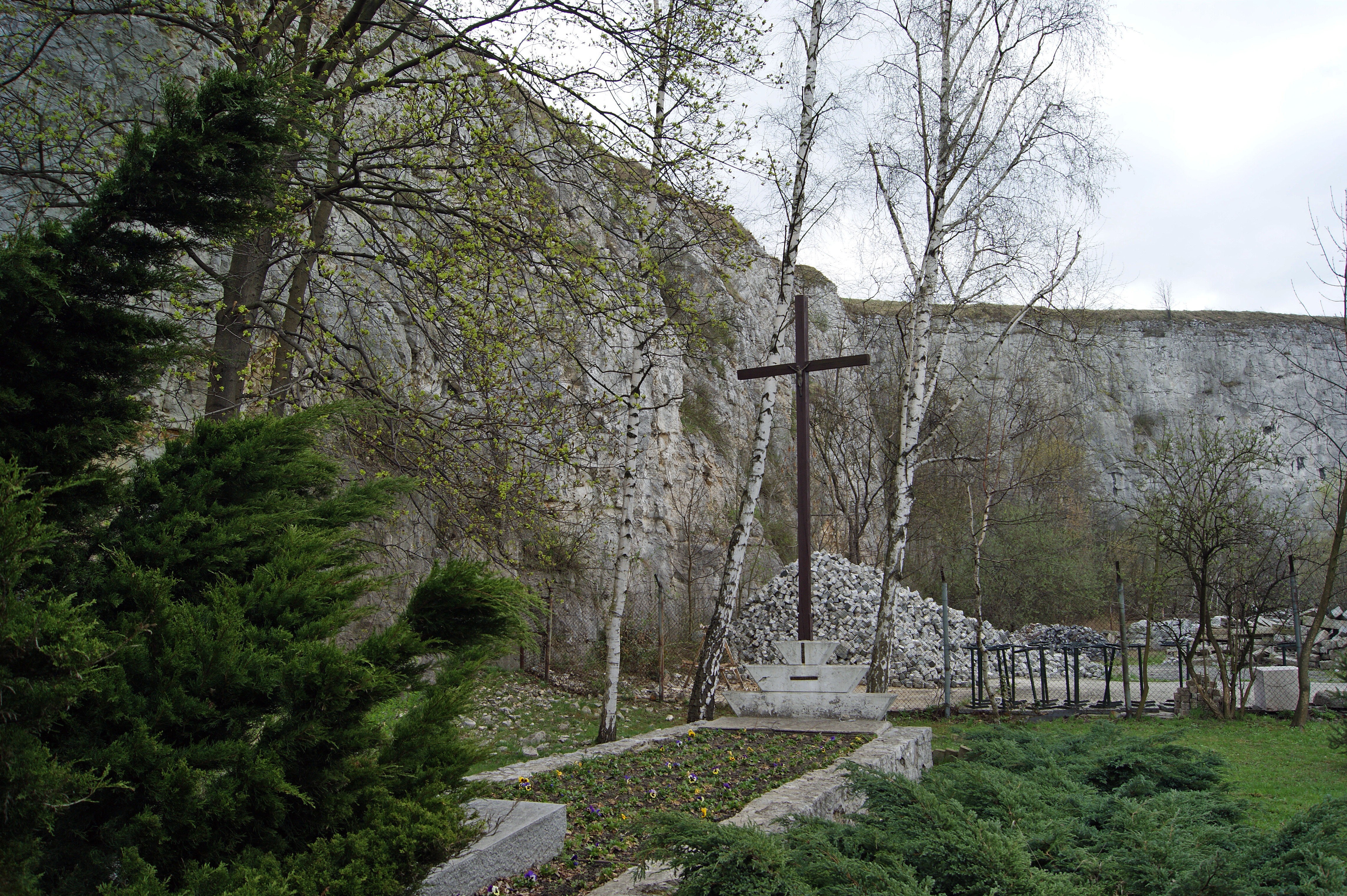
Cimetière des prisonniers exécutés
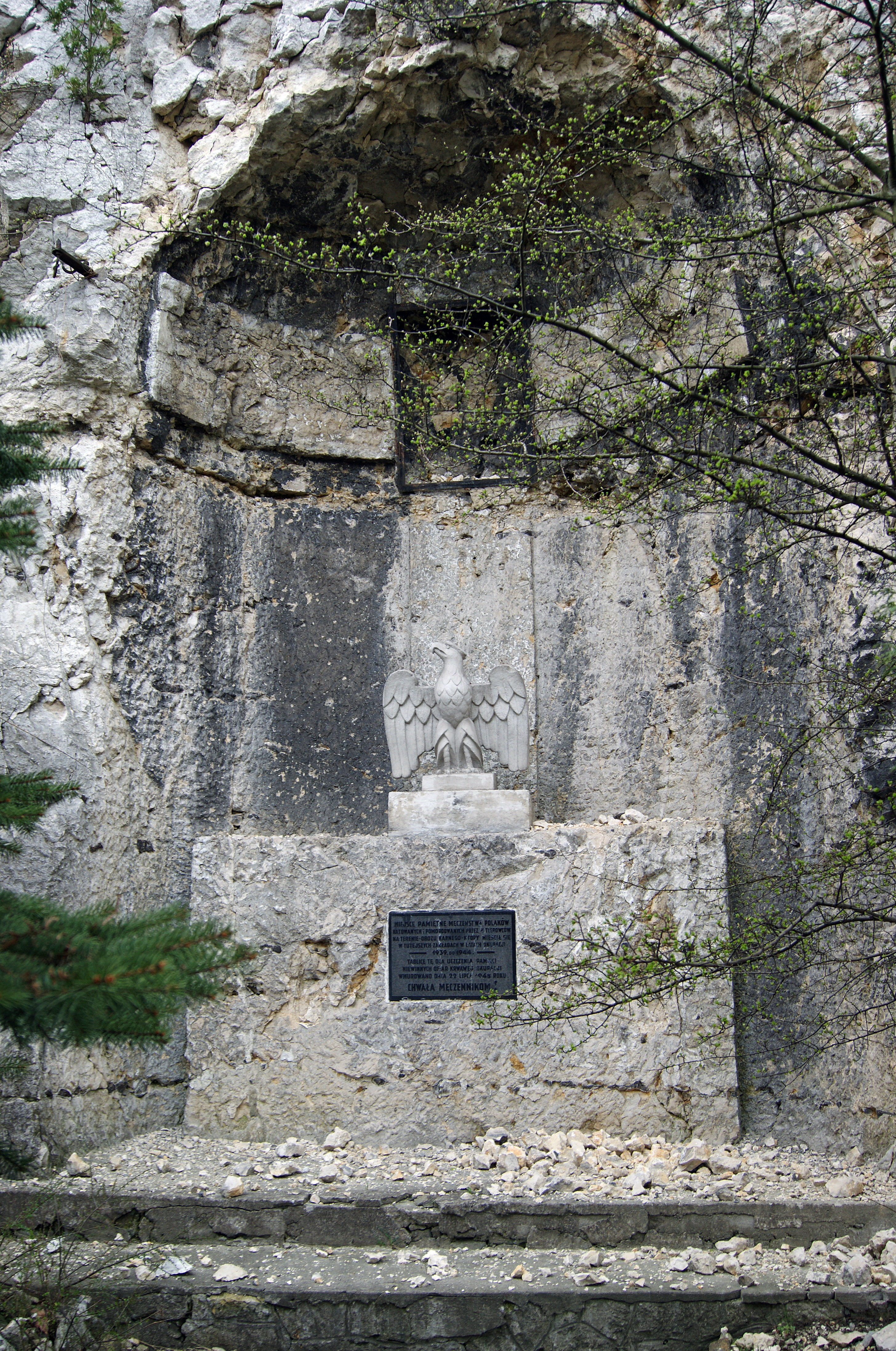
Monument
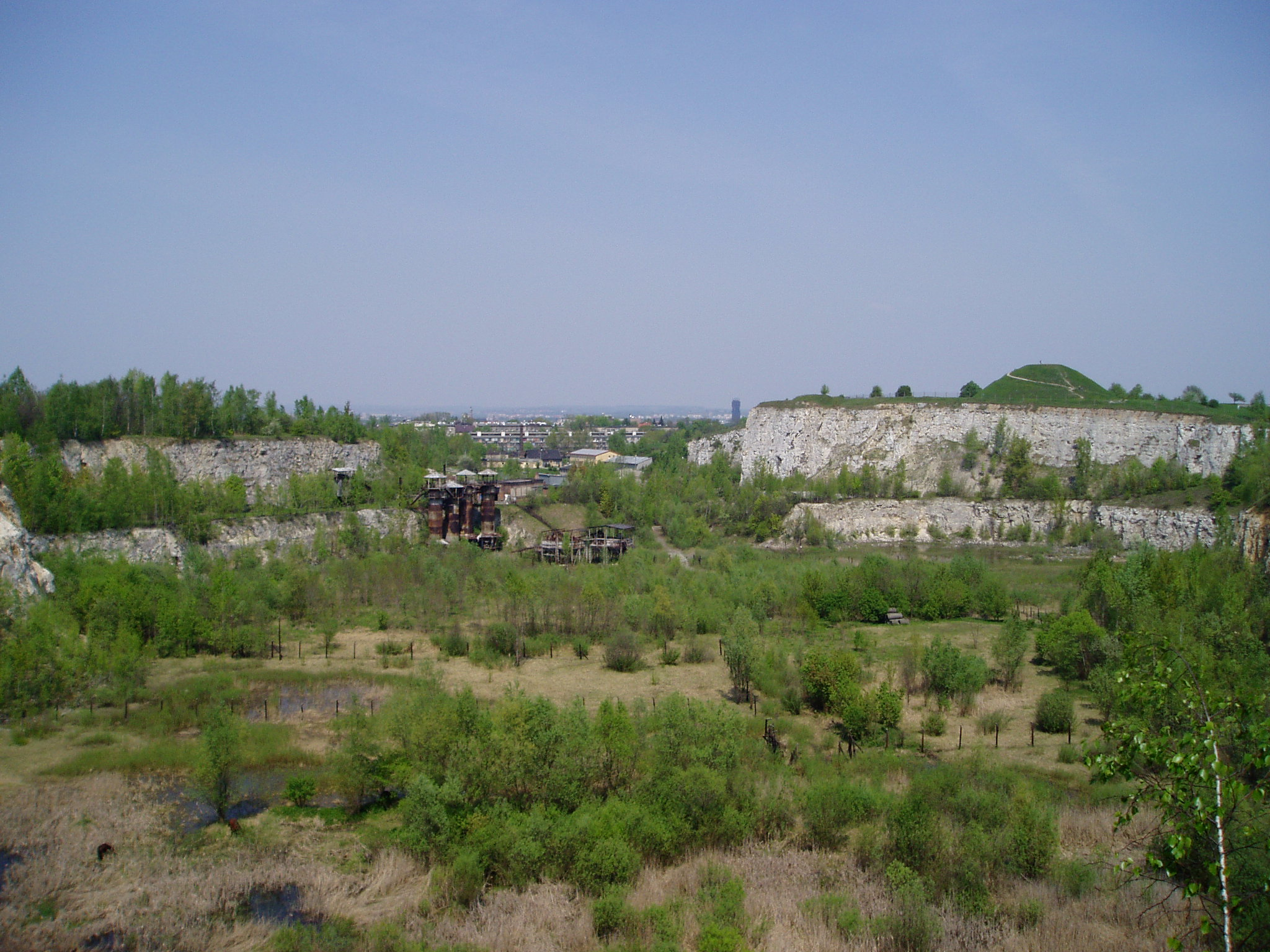
Carrière aujourd'hui. À l'arrière-plan, le monticule de Krakus est visible (Tumulus de Krakus)
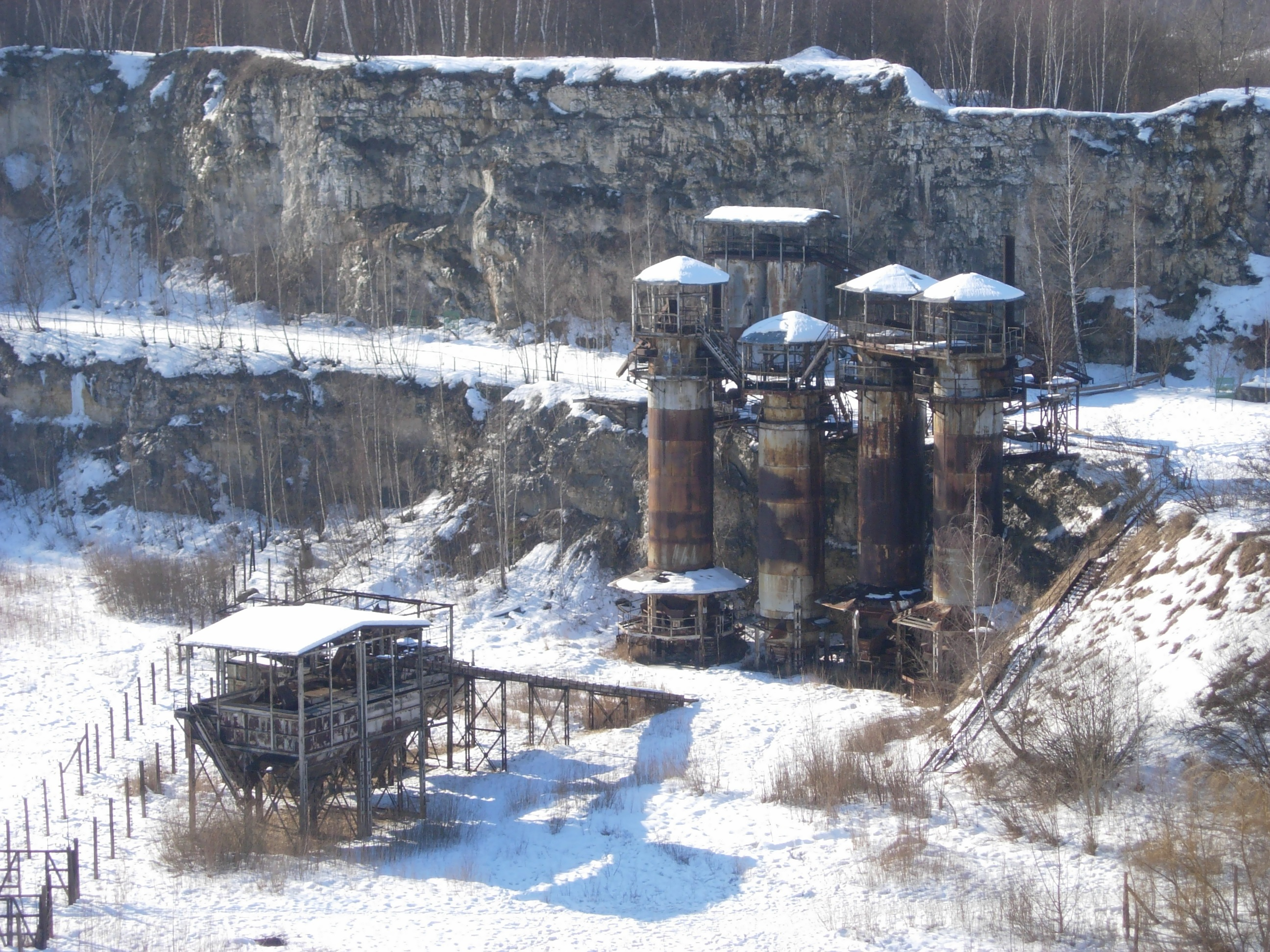
Zone de l'ancienne carrière
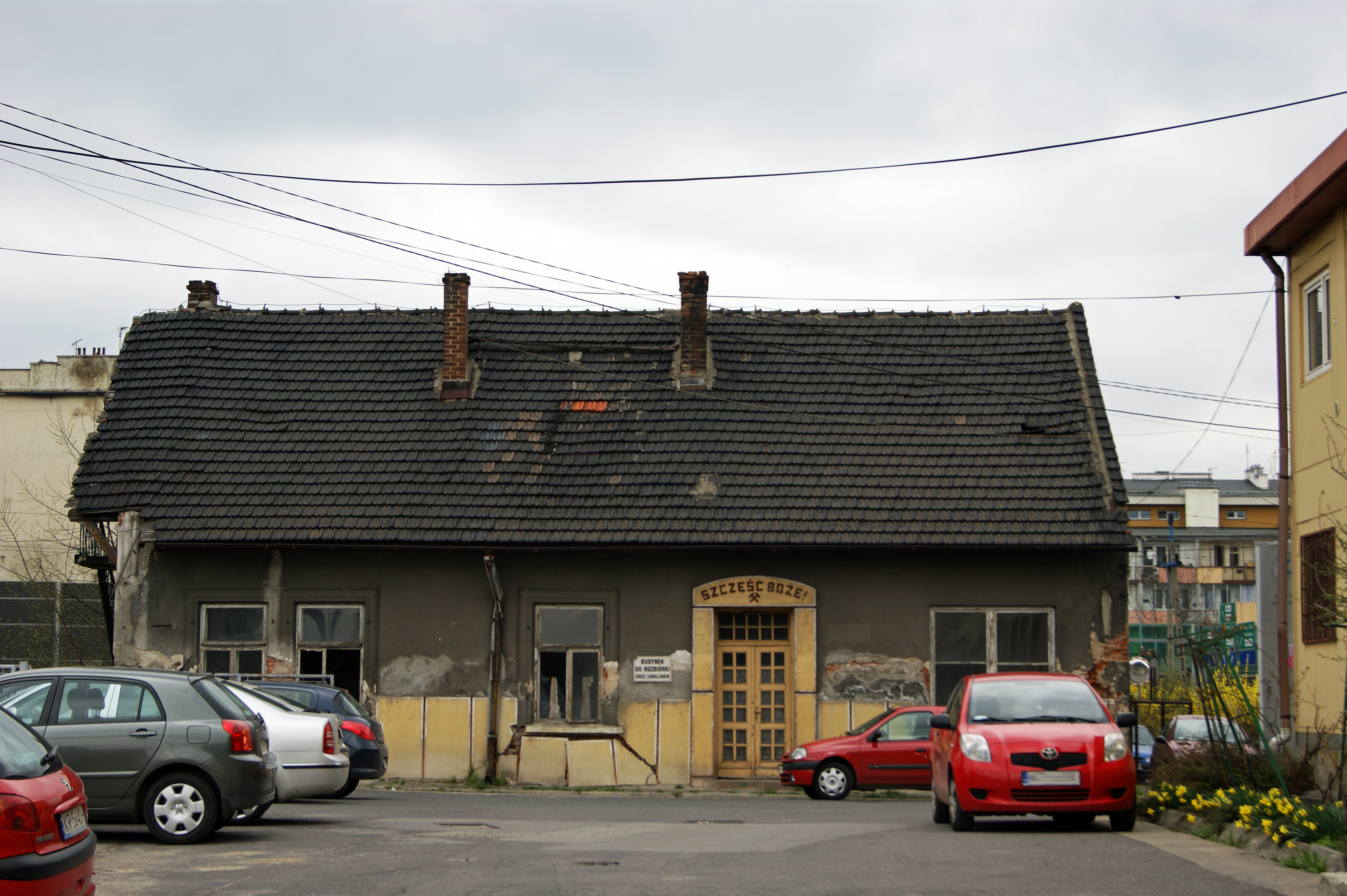
Ancien bureau
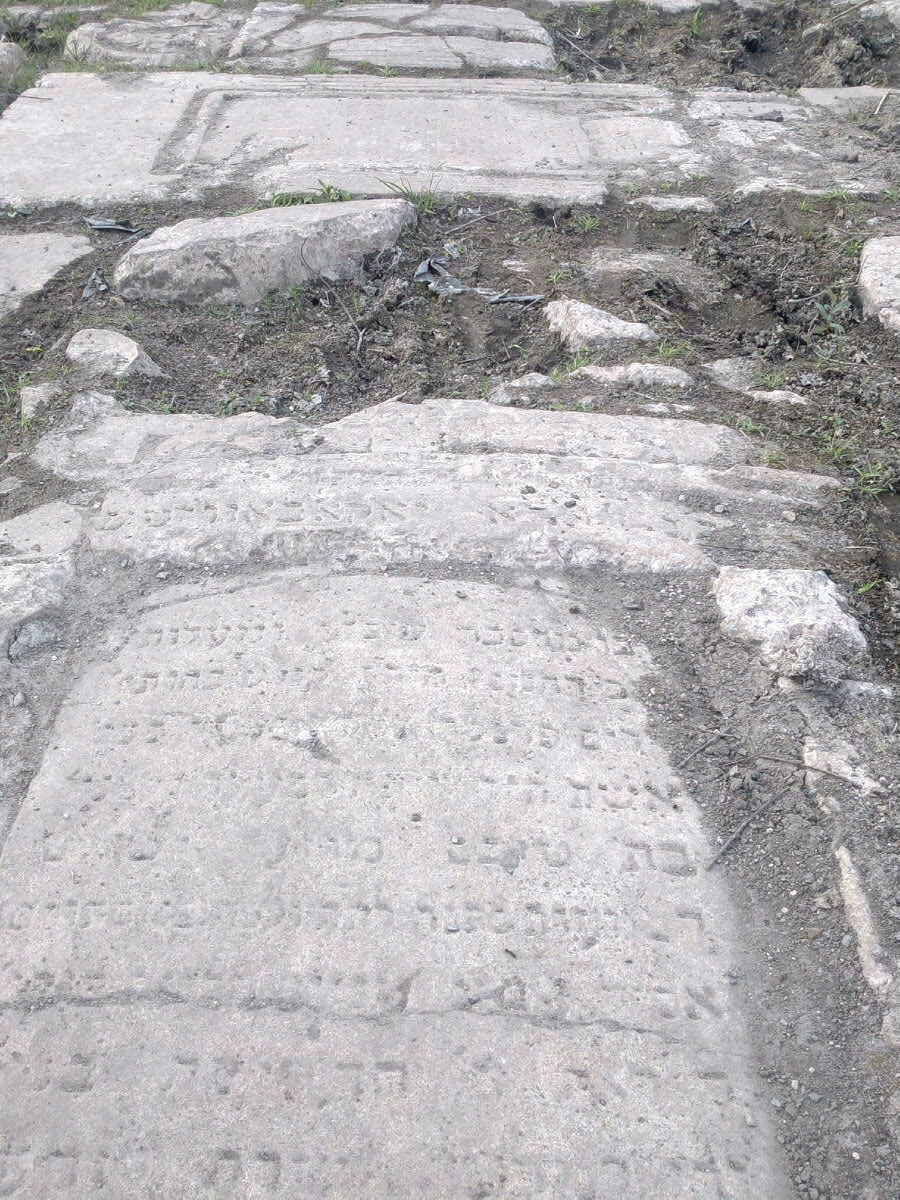
Pavement de pières tombales vestiges de la réalisation du film La Liste de Schindler

## Dans la culture populaire
En 1993, des scènes du film La Liste de Schindler de Steven Spielberg ont été réalisées dans cette zone du camp.
À cette fin, le paysage a été recréé, et de nombreux débris du film sont restés sur place jusqu'à ce jour.